# Portugisiska köket

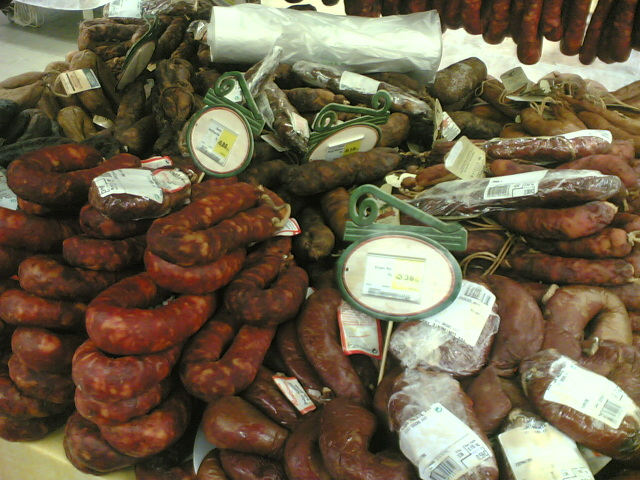
Portugisisk korv (enchidos portugueses).

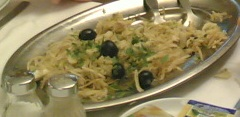
Bacalhau à brás, Portugals nationalrätt, gjord på kabeljo eller torkad torsk.

Det portugisiska köket kännetecknas av ofta smakrika och fylliga rätter och är ett exempel på Medelhavsköket. Inverkan från Portugals tidigare koloniala besittningar är också märkbara, särskilt i de många olika kryddor som används. Dessa kryddor omfattar piri-piri (små, eldiga chilipeppar) och svartpeppar samt kanel, vanilj och saffran. 
Olivolja är en av grunderna i den portugisiska matlagningen. Vitlök används flitigt, liksom örter såsom koriander och persilja.
Frukosten består traditionellt bara av kaffe och en småfranska. Lunchen, som ofta varar under en timme, serveras mellan klockan 12 och klockan 2 på eftermiddagen, eller mellan 1 och 3-tiden på eftermiddagen. Middagen serveras sent, runt eller efter klockan 8 på kvällen. Till lunchen och middagen brukar ätas soppa. En gemensam soppa är caldo verde med potatis, strimlad vitkål och små bitar chouriçokorv. 
Bland fiskrätterna är bacalhau vanligt. Portugal är en stor sjöfartsnation med en väl utvecklad fiskeindustri, vilket återspeglas i den mängd fisk och skaldjur som konsumeras. Landet har Europas högsta fiskkonsumtion per capita och bland de fyra högsta i världen.
De mest typiska efterrätterna är rispudding (med kanel) och brylepudding, men de innehåller även en mängd olika ostar. De vanligaste sorterna är gjorda av får- eller getmjölk, och inkluderar queijo da serra från regionen vid bergskedjan Serra da Estrela. Ett populärt bakverk är Pastel de Nata, en tjock vaniljsås med kanel. Ett annat traditionellt bakverk är farturas som påminner om spanska churros.
Många av landets typiska bakverk skapades av nunnor på 1700-talet. De sålde bakverk för att komplettera sina inkomster. Många av deras bakverk, vilka ofta innehåller många ägg och mycket socker i sammansättningen, har relaterade namn såsom barriga de freira ("nunnans mage"), papos de anjo ("ängelns bröst") och toucinho do céu ("bacon från himlen"). 
Vin (rött, vitt och grönt) är den traditionella portugisiska drycken. Rosé är det mest populära vinet bland utlänningar men är inte lika populärt bland portugiserna själva. Vinho verde, eller grönt vin, är en speciell vinsort som kan vara röd, vit eller rosé och som bara produceras i nordväst (Minhoprovinsen). Likörer som Licor Beirão och Ginjinha är populära alkoholdrycker i Portugal.